# 広沢自動車学校
株式会社広沢自動車学校（ひろさわじどうしゃがっこう、英語: Hirosawa Driving school）は、徳島県徳島市南田宮二丁目にある徳島県公安委員会指定の自動車教習所を運営する企業。

## 取得免許
- 普通自動車免許
- 自動二輪車免許（普通・大型）

## 営業時間
- 平日・休日共に9時から20時まで。
- 年末年始を除く年中無休。

## 所在地等
- 〒770-0004 徳島県徳島市南田宮二丁目4番3号
- 学校周辺 - 徳島市陸上競技場、田宮公園プール、城ノ内中学校・高等学校、四国電気保安協会など。

## 特色
教習コースは主に渭北地区や佐古地区といった市内の中心部を走る。
県内の教習所のなかでは指導員の年齢層が非常に若い。
公式サイトにはオリジナルキャラクターの「ヒロガルー」と「ガンバレオ」がいる。

## アクセス
バス
徳島市営バス「田宮運動公園口停留所」から徒歩約5分。
鉄道
JR「徳島駅」より徒歩約10分。
JR「佐古駅」より徒歩約10分。